# Malafon

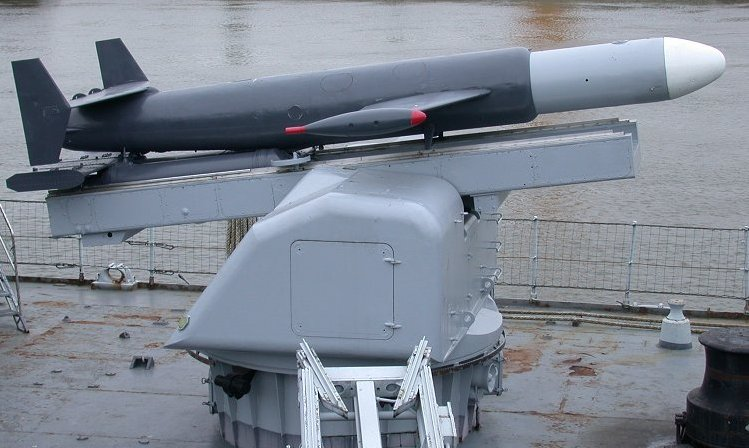
Systém Malafon na palubě torpédoborce Maillé-Brézé (D627) třídy T 47

Malafon (MArine LAtécoère FONds) byla protiponorková zbraň nesená v letech 1965–1997 celkem 12 torpédoborci francouzského námořnictva. Účelem systému bylo využít výhod nových sonarů, které byly taženy ponořené daleko za mateřskou lodí a mohly tak zjistit ponorku ve značné vzdálečnosti od samotného plavidla (to mělo navíc vlastní trupový sonar). Koncepčně se jednalo o kluzák, který z paluby lodi startoval pomocí raketového motoru a po jeho vyhoření klouzal až do oblasti, ve které se nacházela ponořená nepřátelská ponorka (dosah byl 12 km). Tam svrhl akusticky naváděné 533mm protiponorkové torpédo L4, které již dále operovalo autonomně.
Systém byl vyvíjen od 50. let a do služby vstoupil v roce 1965. Postupně jím byly vybaveny torpédoborce tříd T 47 (5 ks), La Galissonnière (1 ks), Suffren (2 ks), Aconit (1 ks) a Tourville (3 ks). Systém Malafon byl, pro zastaralost, vyřazen v roce 1997.